# Нільс Тресков
Нільс Тре́сков (норв. Niels (Nicolas) Treschow, 5 вересня 1751 року, Драммен, Бускеруд — 22 вересня 1833 року, Кристіанія) — норвезький письменник і філософ, політичний діяч, один із засновників університету в Осло, активний член літературного клубу «Норвезьке товариство».

## Біографія
Нільс Тресков служив у Міністерстві освіти і церковних відносин у 1814, 1816, 1817—1819, 1820—1822 і 1823—1825 рр. Також він входив до членів Ради міста Стокгольм. У 1925 році був обраний членом Шведської королівської академії наук. Про його політичну діяльність на чолі Міністерства освіти є протилежні спогади сучасників. Та саме він є одним із засновників Університету Осло і активним членом літературного клубу «Норвезьке товариство». Нільс Тресков входив до Норвезької масонської ложі.

## Творчість
Тресков стояв біля витоків норвезької філософської думки. Він написав низку наукових праць, у тому числі навчальних посібників, за якими навчалися студенти Університету Кристіанії. Заснування власного норвезького університету стало свого роду символом незалежності Норвегії від Данії. Нільс Треш був представником емпіризму. За духом йому були близькі німецькі раціоналісти (Лейбніц) і романтики (Шеллінг). Критично ставився до ідей Канта. Тресков створив філософське вчення на підставі напівбіологічної напівспірітуальної ідеї розвитку особистості. Серед його учнів був і став згодом знаменитим німецьким філософом Генрік Стеффенс. У літературі прославився як поет-сентименталіст. Віршам властивий культ природи і почуттів.

## Твори
- 1798 — «Forelsninger over den Kantiske philisophie»
- 1803 — «Anthropologie» (Копенгаген)
- 1805 — «Philosophiske Forsog»
- 1810 — «Moral for Folk og Stat»
- 1811 — «On the Nature of Phylosophy»
- 1811 — «Elements of the Phylosophy»
- 1813 — «Almindelig Logik»
- 1820—1823 — «Lovgivningsprinciper» — есе про ідеальну соціалістичну державу

## В масонській ложі
Перша масонська ложа в Норвегії була створена 24 червня 1749 році під м. Кристіанія дансько-норвезьким королем Фредеріком . Спочатку діяльність масонів не користувалася особливою популярністю. Та в 1816 році в масонську ложу увійшов державний радник Нільс Треш, і робота в ложі стала проводитися регулярно. Мета — духовний ріст особистості. Зазвичай на засіданнях проводилась церемонія прийому нових членів, яка завершувалась урочистим обідом та збиранням пожертвувань.